# Universidad de Sinkiang
La Universidad de Sinkiang (en uigur: شىنجاڭ ئۇنىۋېرستېتى; en chino: 新疆大学) es una de las principales universidades de la Región Autónoma Uigur de Sinkiang (Xinjiang), República Popular de China, y una universidad nacional clave en ese país. Fundada en 1924 en Urumchi, la Universidad de Xinjiang es una universidad completa con el nivel académico más alto de Xinjiang, parte del Proyecto 211 .
En 1924,  la Facultad de Derecho y rusa de Xinjiang  fue fundada, que ahora se conoce como la antigua escuela de la Universidad de Xinjiang. En 1935, se convierte en el Colegio Xinjiang. La Universidad de Xinjiang fue denominada así en 1960; y se ubicó desde entonces en la parte sur de Urumqi. Entre sus líderes prominentes están Du Zhongyuan, que fue ejecutado en 1943 bajo sospecha de ser subversivo.
Es una institución con estudiantes de diversos grupos étnicos. Es una de las dos en la región en entrar en el " Proyecto 211 ". El 30 de diciembre de 2000, la antigua Universidad de Xinjiang y el Instituto de Ingeniería de Xinjiang se fusionaron en una nueva Universidad de Xinjiang . En los últimos 78 años, ha graduado 65.000 estudiantes.